# Осипов, Игорь Владимирович
Игорь Владимирович Осипов (род. 6 марта 1973, Новошумное, Кустанайская область) — российский военачальник. Командующий Черноморским флотом (3 мая 2019 — 10 августа 2022), начальник Военного института (дополнительного профессионального образования) Военно-Морской Академии имени Адмирала Флота Советского Союза Н. Г. Кузнецова (с 2024 года), адмирал (2021).
Из-за вторжения России на Украину, находится под международными санкциями Евросоюза, Великобритании, Канады и ряда других стран

## Биография
В 1995 году окончил Высшее военно-морское училище подводного плавания имени Ленинского комсомола в Санкт-Петербурге.
Офицерскую службу проходил на Тихоокеанском флоте. Прошёл путь от командира штурманской боевой части малого противолодочного корабля до командира 11-го дивизиона противолодочных кораблей бригады надводных кораблей Приморской флотилии разнородных сил.
В 2004 году окончил Военно-морскую академию имени Адмирала Флота Советского Союза Н. Г. Кузнецова. Служил начальником штаба и командиром 165-й бригады надводных кораблей Приморской флотилии разнородных сил.
В 2012 году окончил Военную академию Генерального штаба Вооружённых сил Российской Федерации. С октября 2012 года служил начальником штаба — первым заместителем командира, а затем и командиром Балтийской военно-морской базы Балтийского флота. Контр-адмирал (13.12.2014).
С мая 2015 по сентябрь 2016 — командующий Каспийской флотилией
С сентября 2016 по август 2018 года начальник штаба — первый заместитель командующего Тихоокеанским флотом.
Указом президента Российской Федерации от 11 июня 2018 года № 298 первому заместителю командующего Тихоокеанским флотом Игорю Осипову присвоено воинское звание вице-адмирал.
С августа 2018 по май 2019 — заместитель начальника Генерального штаба Вооружённых сил Российской Федерации.
Указом президента Российской Федерации от 3 мая 2019 года № 203 назначен командующим Черноморским флотом. 31 мая 2019 года вице-адмиралу Игорю Осипову вручён личный штандарт командующего Черноморским флотом.
Указом президента Российской Федерации от 11 июня 2021 года № 355 командующему Черноморским флотом Игорю Осипову присвоено воинское звание адмирал.
По сообщениям украинских СМИ со ссылкой на источник, Игорь Осипов якобы был арестован российскими спецслужбами вскоре после гибели ракетного крейсера «Москва» 13 апреля 2022 года. Осипов отсутствовал на праздновании Дня Победы (9 мая) и Дня Черноморского флота в Севастополе (13 мая) — торжества, на которых командующий Черноморским флотом ВМФ России по должности всегда принимает торжественное прохождение войск; Губернатор Севастополя Михаил Развожаев объяснил это тем, что Осипов «находится на боевом посту». Однако, 19 июня в Севастополе Осипов присутствовал на торжествах по случаю выпуска офицеров и мичманов Черноморского высшего военно-морского училища имени П. С. Нахимова, а 10 августа 2022 года приказом министра обороны России временно исполняющим обязанности командующего Черноморским флотом назначен вице-адмирал Виктор Соколов.
В 2023 году в ходе вторжения РФ на Украину СБУ предъявило обвинения Осипову в ведении агрессивной войны и посягательстве на территориальную целостность и неприкосновенность Украины за приказы на систематические ракетных удары с акватории Чёрного моря по украинским густонаселенным пунктам.
В 2024 году назначен на должность начальника Военного института (дополнительного профессионального образования) Военно-Морской Академии имени Адмирала Флота Советского Союза Н. Г. Кузнецова (бывшие Высшие специальные офицерские классы ВМФ).

## Санкции
23 февраля 2022 года, на фоне вторжения России на Украину, включён в санкционный список Евросоюза, так как «отвечает за любую морскую операцию российского флота, в том числе в Украине или на ее территории через Черное море, а также отвечает за ограничение судоходства в Чёрном море. Поэтому он несет ответственность за активную поддержку и осуществление действий и политики, которые подрывают и угрожают территориальной целостности, суверенитету и независимости Украины, а также стабильности или безопасности на Украине».
14 марта 2022 года Осипов внесён в санкционный список Канады «близких соратников режима» за «содействие и поддержку выбора президента Путина вторгнуться в мирную и суверенную страну».
По аналогичным основаниям включён в санкционные списки Великобритании, Швейцарии, Австралии, Японии, Украины и Новой Зеландии.

## Личная жизнь
Женат, имеет дочь.